# Dansaire gorjanegre
El dansaire gorjanegre (Saltatricula atricollis) és un ocell de la família dels tràupid (Thraupidae).

## Hàbitat i distribució
Habita matolls de les terres baixes de l'est de Bolívia, Paraguai i centre i sud-est del Brasil.

## Taxonomia
Tradicionalment ubicat al gènere Saltator es considera una espècie germana de Saltatricula multicolor, arran els treballs de Burns et col. (2016).